# 경주 남산 장창곡 석조미륵여래삼존상
경주 남산 장창곡 석조미륵여래삼존상(慶州 南山 長倉谷 石造彌勒如來三尊像)은 경주시 남산계곡 중 한 지류인 장창곡(長倉谷)의 정상부근 석실(石室)에 있던 불상으로, 관련 기록과 조각 양식 등으로 보아 신라 시대 7세기 작품으로 추정된다.

## 역사
1924년 조선총독부 공문서에 의하면 본존상은 1924년 10월 10일 남산 장창곡 지점의 무너진 석실에서 발견되었고, 이전에 먼저 옮겨져 경주 내남면 월남리 민가에 보관되어 온 두 협시보살상은 조선총독부박물관 경주분관에 전시되어 오다가 본존상과 함께 완전한 삼존불 형식을 갖추게 되었다.
이 삼존상은 삼국 시대 미륵신앙과 신앙행위를 보여주는 상징적인 작품으로 널리 알려져 왔다. 이는 《삼국유사》에 기록된 644년(선덕여왕 13년) 생의(生義) 스님이 경주 남산 골짜기에서 발견하여 삼화령(三花嶺)에 봉안한 미륵상이자 신라 경덕왕때 승려 충담사가 차를 공양했다고 하는 삼화령 미륵세존 설화를 바탕으로 한 것이다.
또한, 어린아이처럼 귀엽고 천진난만한 용모가 가장 특징적인 인상으로 꼽혀 ‘삼화령 애기부처’라는 별칭으로 불리기도 했다. 그러나 《삼국유사》의 기록된 원소재지라고 알려진 삼화령(三花嶺)의 근거가 될 만한 자료가 발견되지 않아 불상이 발견된 계곡 명칭을 붙여 ‘장창곡 석조미륵여래삼존상’이라고 부르고 있다.
이 상은 은 의좌상(倚坐像, 의자에 앉은 자세)을 취한 본존 미륵불과 좌‧우 협시보살 입상으로 구성되었다. 의좌상 형식의 불상은 중국 남북조 시대(5∼6세기) 이후 크게 유행하였고 미륵불을 상징한 예가 많다. 장창곡 불상의 경우 우리나라 의좌상 불상 중 시기가 가장 오래된 작품이자 희소한 예에 속한다.
본존상이 원만한 얼굴에 두 눈을 아래로 지그시 내려 사색에 잠긴 표정이라면, 두 보살상은 1미터 남짓한 아담한 체구에 머리에는 보관(寶冠)을 쓰고, 입가에 해맑은 미소 짓고 있다. 이렇듯 어린아이의 4등신 정도의 신체 비례를 보이는 불·보살상은 중국 6∼7세기 북주대부터 수나라대에 걸쳐 유행하였고, 우리나라에서는 7세기 신라에서 주로 조성된 것으로 보아 양식의 영향관계를 유추할 수 있다.
이 상은 경주 남산이라는 원 위치가 명확하게 확인된 점, 우리나라에서 가장 빠른 의좌형 미륵삼존불이자 신라인들의 신앙생활이 반영된 대표작이라는 점, 마치 불심(佛心)과 동심(童心)이 절묘하게 조화를 이룬 듯한 7세기 신라 전성기의 수준 높은 조각양식을 보여준다는 사실에 비추어 한국조각사에 중요한 학술‧예술적 위상을 지녔다는 점에서 가치를 인정받아 2020년 8월 27일에 대한민국의 보물로 지정되었다.

## 주해
1. ↑  협시보살(脇侍菩薩)은 본존불을 좌우에서 보좌하는 보살을 말한다.